# 리스컴
리스컴은 트렌디한 감각의 여성 실용서와 아동 대상 단행본, 성인을 위한 교양서 등을 발행하는 전문 출판사이다.
2001년 설립되었고, 다양한 브랜드를 통해 분야별 전문 도서를 만들고 있으며 건강 전문 잡지인 <건강저널>과 <LOHAS>를 제작하고 있다.
처음 낸 책은 여성을 겨냥한 실용서인 <과일야채 예쁘게 모양내기-구본길>로 독특한 아이템이 주목을 받아 예상을 뛰어넘는 성공을 거두었다. 그 이후 <한 끼 샐러드-박선영>, <세계를 향한 무한도전-서경덕>, <물로 10년 더 건강하게 사는 법-이승남>, <캘리포니아롤 & 스시-롤전문점> 등 실용서와 각종 교양서적을 잇따라 발간했다.
그 외 출간 도서로는 <최승주와 박찬일의 이탈리아 요리>, <잇 스타일 브런치>, <한복선의 엄마의 밥상>, <나물이 좋다>, <똑똑하고 건강한 첫 임신 출산>, <닭가슴살 요리 60> 등이 있다.
본사는 서울시 강남구 언주로134길 11-5 (논현2동 114-18)에 위치하고 있다.

## 브랜드
- 리스컴 요리, 건강, 여행 분야 등의 다양한 실용서를 출판한다.
- 종이책 리스컴의 인문․아동서 브랜드로 아동과 성인을 위한 다양한 교양도서를 출판한다.
- 에르디아 ‘Ernst Dialog(진실한 대화)’의 약자로, 리스컴의 인문․문학 분야 브랜드이다.